# Bremgartenfriedhof

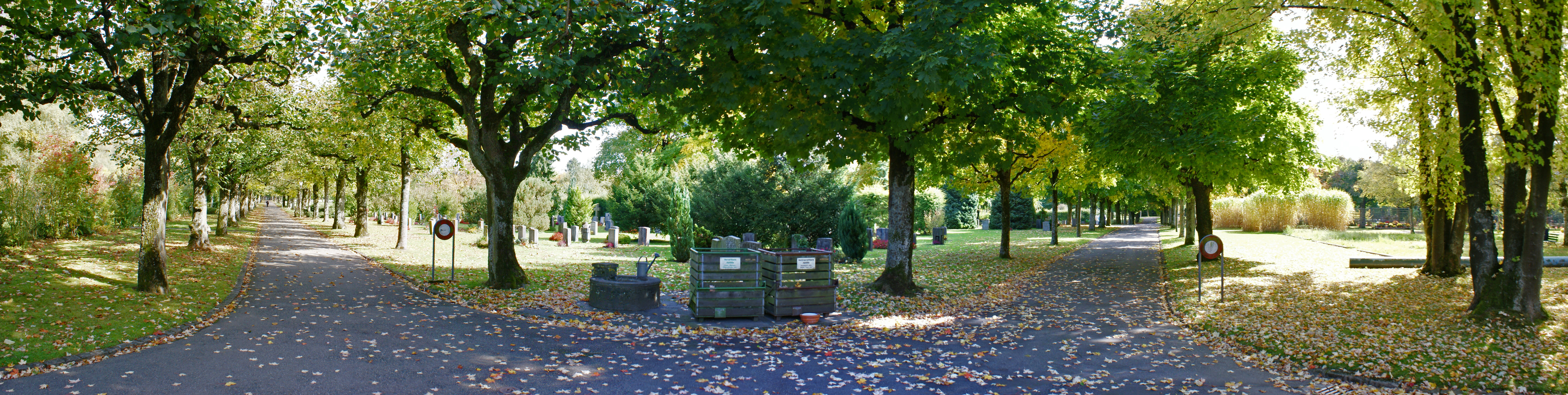
Wege auf dem Bremgartenfriedhof

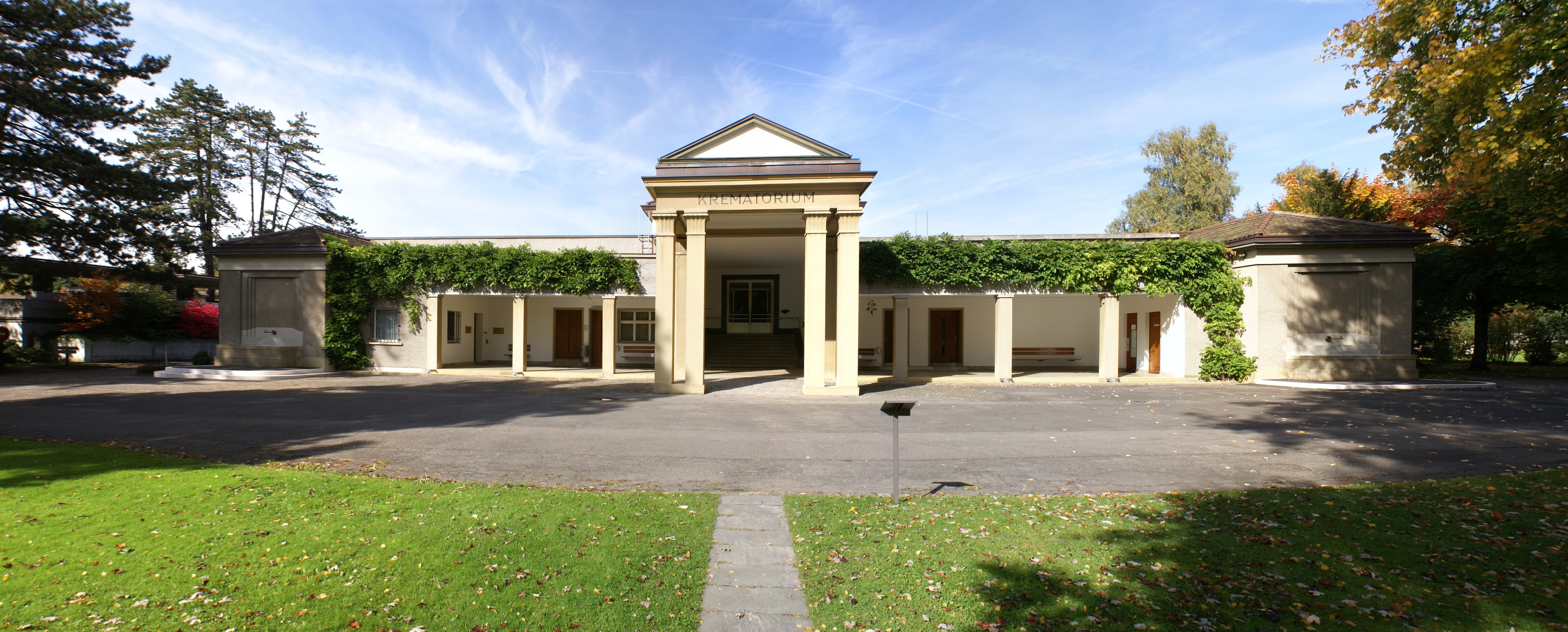
Ehemaliges Krematorium auf dem Areal des Bremgartenfriedhofs

Der Bremgartenfriedhof ist ein Friedhof an der Murtenstrasse 51 in Bern in der Schweiz. Er ist mit einer Fläche von zirka 16 Hektaren der zweitgrösste Friedhof in der Stadt, nach dem Schosshaldenfriedhof.

## Geschichte
Der Bremgartenfriedhof wurde in der Nähe des Inselspitals am 29. Dezember 1864 als Ersatz für den Monbijou-Friedhof eröffnet, und am 1. Januar 1865 fand die erste Beerdigung statt. Damals befand sich der Friedhof noch weit vor der Stadt, auf freiem Feld. Die erste Leichenhalle entstand 1885 und das Krematorium 1908. 1931 kam eine Urnenhalle hinzu, die später erweitert wurde. 1954 entstanden der heutige Eingangsbereich, eine neue Abdankungshalle und das Verwaltungsgebäude. Seit November 1999 besteht ein islamisches Gräberfeld, seit 2018 ein Grabfeld für Buddhisten und seit 2019 ein Hindu-Abdankungstempel. Der Friedhof ist heute auch ein Park und wird von Stadtgrün Bern gepflegt.
2024 wurde bekannt, dass im ehemaligen Krematorium ein Restaurant entstehen soll. Die Eröffnung ist im Frühjahr 2026 geplant.
Besonderheiten des Friedhofs sind die Soldatengräber für belgische, französische und polnische Internierte und das Anatomiegrab des Instituts für Anatomie der Universität Bern. Mit dem Ablauf zahlreicher Konzessionen von Familiengräbern und der vermehrten Kremation mit Beisetzung ohne Grabstein wandelt sich der Friedhof zunehmend zu einer Parkanlage.

## Prominente Bestattete
- Michail Alexandrowitsch Bakunin (1814–1876), Revolutionär
- Walther von Bonstetten (1867–1949), Mitgründer der Schweizer Pfadfinderbewegung
- Clemens August Busch (1834–1895), deutscher Diplomat
- Édouard Carlin (1817–1870), Politiker und Bundesrichter
- Eduard Freimüller (1898–1966), Berner Stadtpräsident
- Robert Furrer (1882–1962), Oberzolldirektor
- Charles Albert Gobat (1843–1914), Friedensnobelpreisträger
- Robert Grimm (1881–1958), Politiker
- Hugh Caulfield Hamilton (1905–1934), Autorennfahrer
- Eduard Herzog (1841–1924), erster christkatholischer Bischof der Schweiz
- Carl Hilty (1833–1909), Schweizer Staatsrechtler
- Emma Hodler (1840–1913), Lehrerin, Schriftstellerin und Bühnenautorin
- Eugen Huber (1849–1923), Schöpfer des Schweizerischen Zivilgesetzbuches
- August Huggler (1877–1944), Gewerkschaftsfunktionär und Politiker
- Hermann Jent (1850–1915), Verleger
- Anny Klawa-Morf (1894–1993), Schweizer sozialistische Frauenrechtlerin
- Josepha Kraigher-Porges (1857–1937), Schriftstellerin, Pazifistin, Frauenrechtlerin und Philanthropin
- Emil Theodor Kocher (1841–1917), Chirurg und Nobelpreisträger
- Robert Kohli (1896–1977), Jurist und Diplomat
- Werner Krebs (1854–1937), Unternehmer und Politiker
- Martin Lauterburg (1891–1960), Grafiker, Zeichner, Maler
- Carlo E. Lischetti (1946–2005), Schweizer Maler, Bildhauer und Aktionskünstler
- Leon Lichtenstein (1878–1933), deutsch-polnischer Mathematiker
- Carl Lutz (1895–1975), Generalkonsul
- Mani Matter (1936–1972), Liedermacher
- Eduard Müller (1848–1919), Bundesrat
- Otto Nebel (1892–1973), deutscher Maler, Dichter und Schauspieler
- Rosa Neuenschwander (1883–1962), Pionierin im Bereich der Berufsberatung und Berufsausbildung in der Schweiz
- Hermann Rupf (1880–1962), Kunstsammler
- Klaus Schädelin (1918–1987), Pfarrer, Gemeinderat und Schriftsteller
- Edmund Schulthess (1868–1944), Bundesrat und Rechtsanwalt
- Anatolij Steiger (1907–1944), russischer Schriftsteller
- Otto Steiger (1890–1958), Berner Stadtpräsident
- Hermann Suter (1853–1914), Oberzolldirektor
- Reynold Tschäppät (1917–1979), Berner Stadtpräsident
- Karl Tellenbach (1877–1931), Stadtoriginal
- Friedrich Traugott Wahlen (1899–1985), Bundesrat, Professor für Landwirtschaft (Plan Wahlen)
- Georg Wander (1841–1897), Unternehmer (Wander AG)

### Aufgehobene Gräber
- Adolf Deucher (1831–1912), Bundesrat
- Élie Ducommun (1833–1906), Friedensnobelpreisträger
- Philipp Etter (1891–1977), Bundesrat
- Johann Rudolf Schneider (1804–1880), Arzt und politischer Initiator der Juragewässerkorrektion
- Karl Schenk (1823–1895), Bundesrat
- Jakob Stämpfli (1820–1879), Bundesrat
- Agathe Zeis (1840–1887), Gründerin Lehrmeierei Heinrichsthal, entwickelte den deutschen Camembert
- Gertrud Marie Kohli-Roesti (1897–1959), Lehrerin